# Drwalew (voïvodie de Mazovie)
Pour les articles homonymes, voir Drwalew.
Drwalew (prononciation : [ˈdrvalɛf]) est un village polonais de la gmina de Chynów dans le powiat de Grójec de la voïvodie de Mazovie dans le centre-est de la Pologne.
Il se situe à environ 5 kilomètres à l'ouest de Chynów (siège de la gmina), 12 km à l'est de Grójec (siège du powiat) et à 36 km au sud de Varsovie (capitale de la Pologne).
Le village possède approximativement une population de 1 091 habitants.

## Histoire
De 1975 à 1998, le village appartenait administrativement à la voïvodie de Radom.